# Cherry Street Strauss Trunnion Bascule Bridge
Die Cherry Street Strauss Trunnion Bascule Bridge, meist nur Cherry Street Bridge, ist eine Strauss-Klappbrücke im Hafen von Toronto in Kanada. 

## Geschichte
Die Brücke wurde 1930 von der Dominion Bridge Co. Ltd. aus Lachine, Québec erbaut und wurde 2013 für 2 Mio. kanadische Dollar saniert. Dabei mussten vor allem durch in der Nähe umgeschlagenes Streusalz verursachte Korrosionsschäden beseitigt werden.

## Bauwerk
Die Strauss-Klappbrücke besteht aus einem beweglichen Brückendeck, dessen Masse durch die beiden Gegengewichte ausgeglichen wird, wobei jedes der Gewichte 350 t wiegt.